# Seznam restaurací z vyřazených dopravních letadel v Česku
V tomto článku je uveden seznam a historie dopravních letadel, která po vyřazení byla využívána jako restaurace nebo bar. Uvedeny jsou pouze stroje nacházející se na území České republiky.

## Fungující restaurace

### Bakov nad Jizerou
- Typ letadla: Iljušin Il-18D

- Výrobní číslo: 187 0101 01

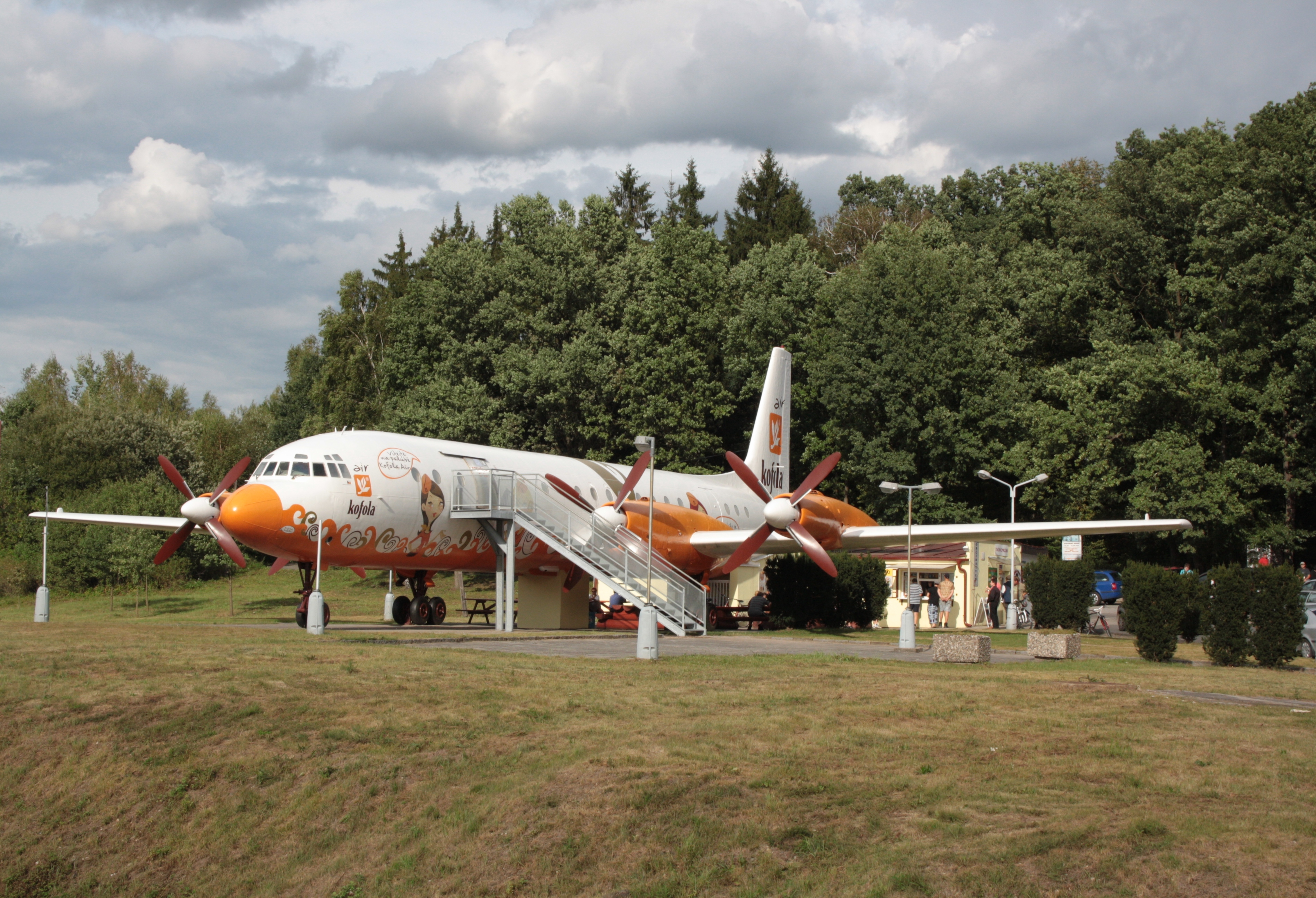
Iljušin Il-18 u Bakova nad Jizerou

- Umístění: U Bakova nad Jizerou, na odpočívadle u dálnice D10 – sjezd pouze ve směru na Turnov mezi Mladou Boleslaví a Bakovem nad Jizerou
  - GPS: 50°27′56″ s. š., 14°56′32″ v. d.

- Historie: Tento sovětský letoun létal na linkách Československých aerolinií pod imatrikulací OK-WAJ a u ČSA obvyklým místopisným pojmenováním Poděbrady. Z moskevského výrobního závodu byl společnosti ČSA dodán 21. července 1967 jako nový (poznámka: podle některých internetových zdrojů byl stroj starší a již létaný u Aeroflotu pod imatrikulací CCCP-75451, v oficiálních zdrojích ale byl pod tímto označením létán stroj výrobního čísla 187 0101 05). 
OK-WAJ byl nasazován především na lety do kubánské Havany. Poslední let se uskutečnil 24. října 1984 (25. 10. 1984 byl vyřazen) a stroj do té doby nalétal celkem 23 578 hodin a absolvoval 20 829 přistání. 
Od 17. září 1986 slouží jako restaurace u Bakova nad Jizerou. Později byl několik let nevyužíván a chátral, také dokonce přežilo požár od prosince 2006 je opět v provozu. V roce 2011 dostal nový nátěr propagující nápoj Kofola.
- Letoun dostal v roce 2021 nový nátěr v barvách týmu Buggyra, který zde má i svou základnu. Vnitřek prošel rekonstrukcí.

- Zajímavost: K letadlu se váže historka o 300 kubánských pracovnících, kteří před revolucí v ČSSR pracovali a ze kterých si udělali legraci řidiči několika autobusů. Jednoho mrazivého rána (asi ve 2 hodiny) pracovníky vzbudili se smyšlenou historkou, že Kuba byla napadena a prezident Fidel Castro je volá do zbraně. Následně je odvezli k letadlu u dálnice s tím, že piloti brzy dorazí, bude zastavena doprava na dálnici a letadlo z ní vzlétne. Teprve po několika hodinách čekání Kubánci zjistili, že letadlo je přibetonováno k zemi a nemůže tedy vzlétnout.[1]
- Letadlo se objevilo také ve filmech Uf-oni jsou tady (1988) a Prachy dělaj člověka (2006).

### Chvalovice, Hatě
- Typ letadla: Iljušin Il-62

- Výrobní číslo: 41805

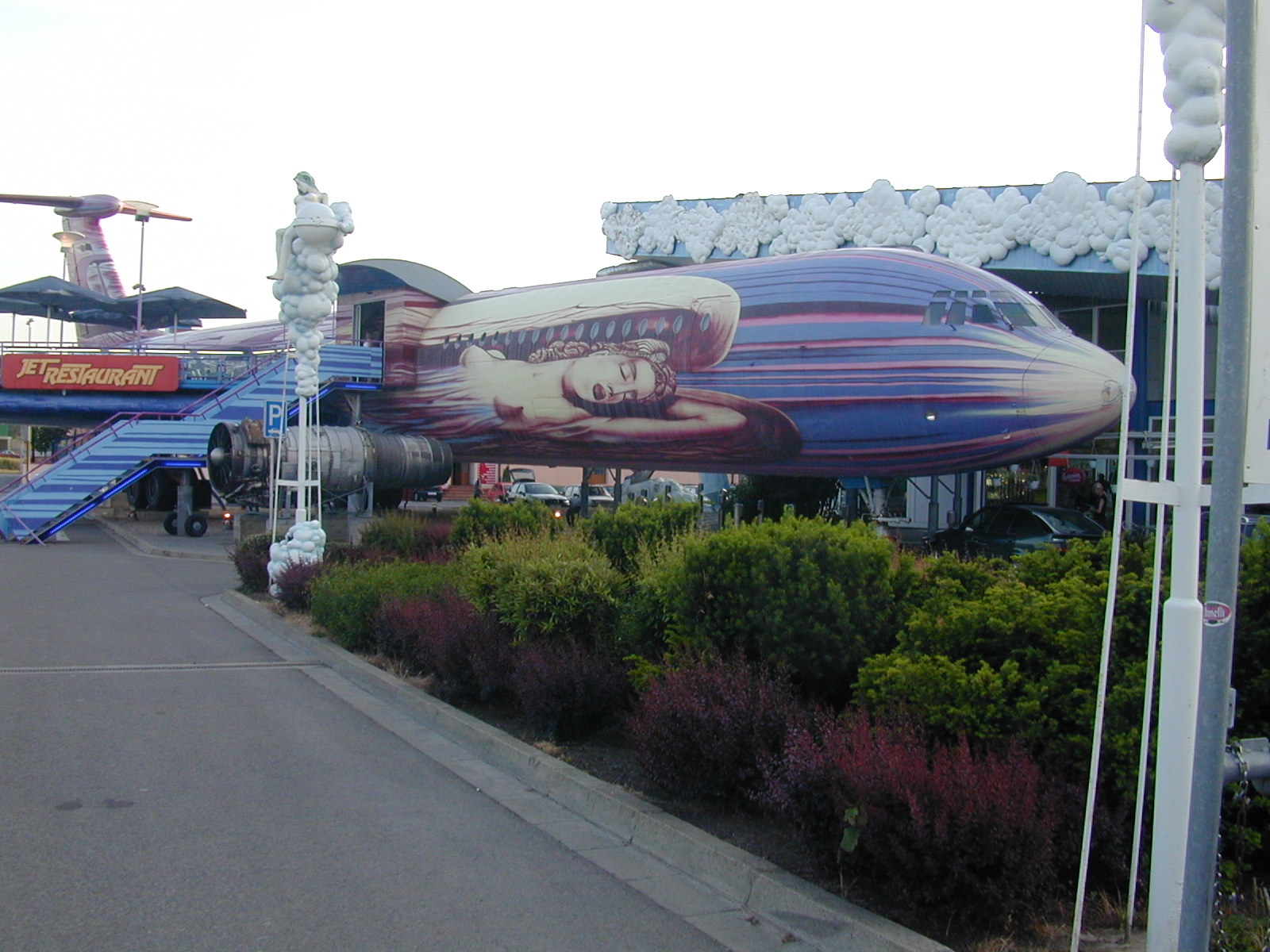
Letadlo coby restaurace Jet Restaurant

- Umístění: Bývalý hraniční přechod s Rakouskem, Chvalovice – místní část Hatě, Excalibur City
  - GPS: 48°45′51″ s. š., 16°3′55″ v. d.

- Historie: Tento stroj obdržel jako nový 1. prosince 1974 Státní letecký útvar Ministerstva vnitra ČSSR a byl určen pro přepravu vládních činitelů. Dostal imatrikulaci OK-BYV a byl ve službách vlády do 5. srpna 1981, kdy jej zde nahradil modernizovaný stroj IL-62M. 
Jeho novým vlastníkem se poté staly Československé aerolinie, kde dostal novou imatrikulaci OK-FBF a létal v jejich barvách až do 26. října 1991. 
Pod stejnou imatrikulací následně přešel do vlastnictví Espe Air (v jejím majetku byl v období od 12. března 1993 do 28. listopadu téhož roku) a Georgia Air (jimž patřil od 28. listopadu 1993 do minimálně 22. září 1994) jako OK-BYV ve "vládních" barvách. Po jejich krachu byl stroj odstaven až do září 1998 v Ostravě a poté byl přesunut na své současné místo na hraničním přechodu Hatě, kde se stal jako neobvyklá restaurace součástí nákupního a zábavního centra Excalibur City. Současný nátěr dostal „Jet Restaurant“ v červnu 1999. (Pochybnost o totožnosti OK-FBF s OK-BYV)

- Zajímavost: Stejný osud potkal i jeden z dalších strojů ČSA (OK-GBH, 62404), který také skončil ve službách u Espe Air a Georgia Air, poté dlouhodobě na stojánce v Ostravě a následně z něj vznikl restaurant v rakouském Heidenreichsteinu. Celkově by na světě mělo být pouze šest podobně využitých IL-62 (včetně uvedených dvou s československou minulostí), další jsou například v Číně nebo na Kubě.

### Petrovice
- Typ letadla: Tupolev Tu-104A

- Výrobní číslo: 7 66 006 02

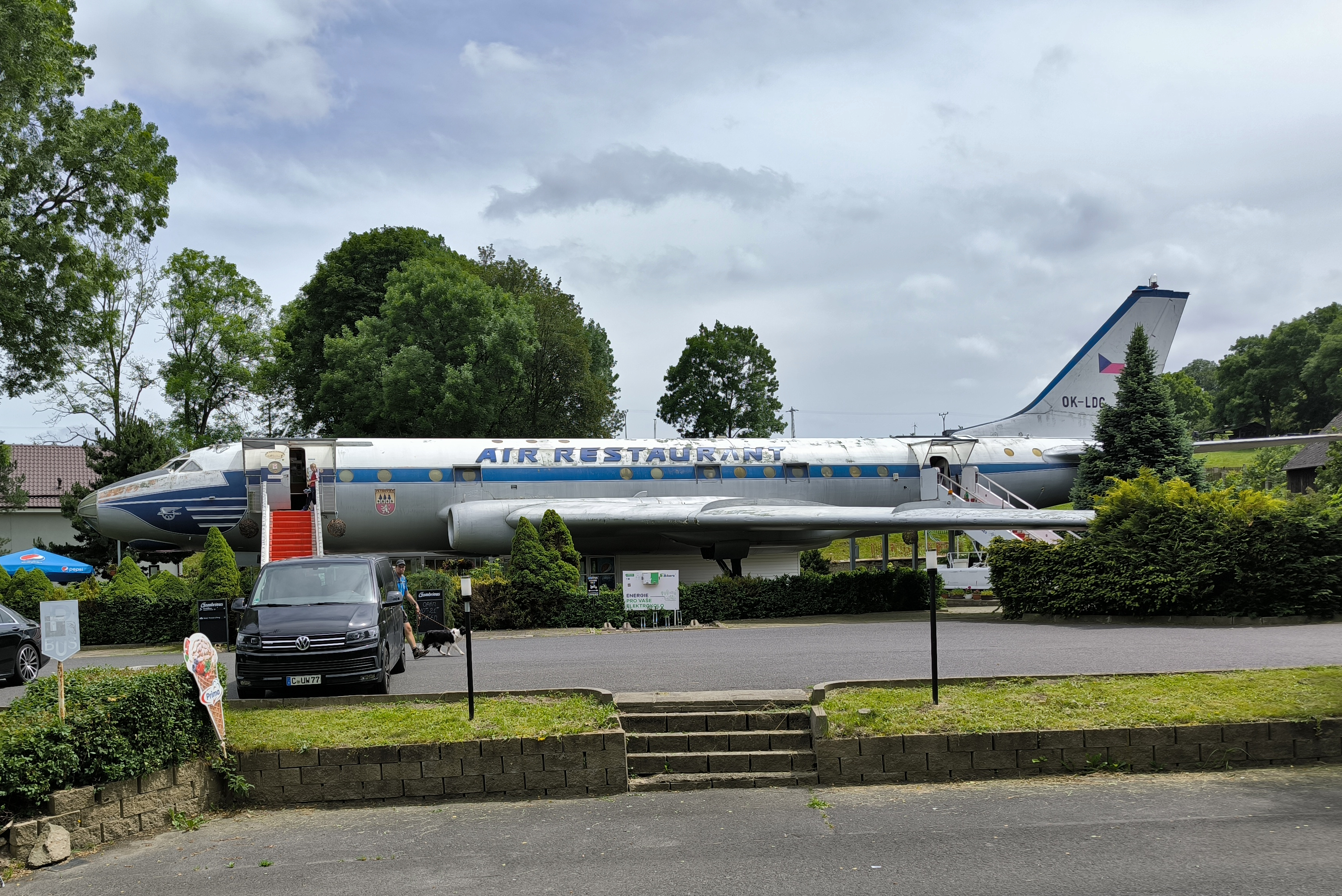
Tupolev Tu-104 v Petrovicích (2024)

- Umístění: Petrovice 107, u Ústí nad Labem, nedaleko hranic s Německem
  - GPS: 50°48′27″ s. š., 13°58′50″ v. d.

- Historie: Tento stroj byl postaven ve výrobním závodě v Omsku a byl 30. prosince 1957 dodán společnosti ČSA, která jej provozovala s imatrikulací OK-LDC a místopisným názvem Brno. Z provozu byl vyřazen v roce 1974 a následně byl několik let uzemněn na pražském letišti.
V roce 1976 byl letoun společně s dalším strojem stejného typu (OK-NDF – viz výše Olomouc) použit při natáčení televize NDR a letoun dostal nátěr letecké společnosti Aeroflot s imatrikulací CCCP-87786.
OK-LDC byl později umístěn v parku u panelového sídliště v Toužimi a v roce 1993 přepraven do obce Petrovice v okrese Ústí nad Labem. Od 14. 3. 1995 slouží jako restaurace „Air restaurant“ (www.airrestaurant.cz). V roce 2013 byl proveden nový nátěr dle původního návrhu z roku 1957.[2]

## Již nefungující restaurace
Seznam není úplný

### Olomouc
- Typ letadla: Tupolev Tu-104A

- Výrobní číslo: 9 35 08 01

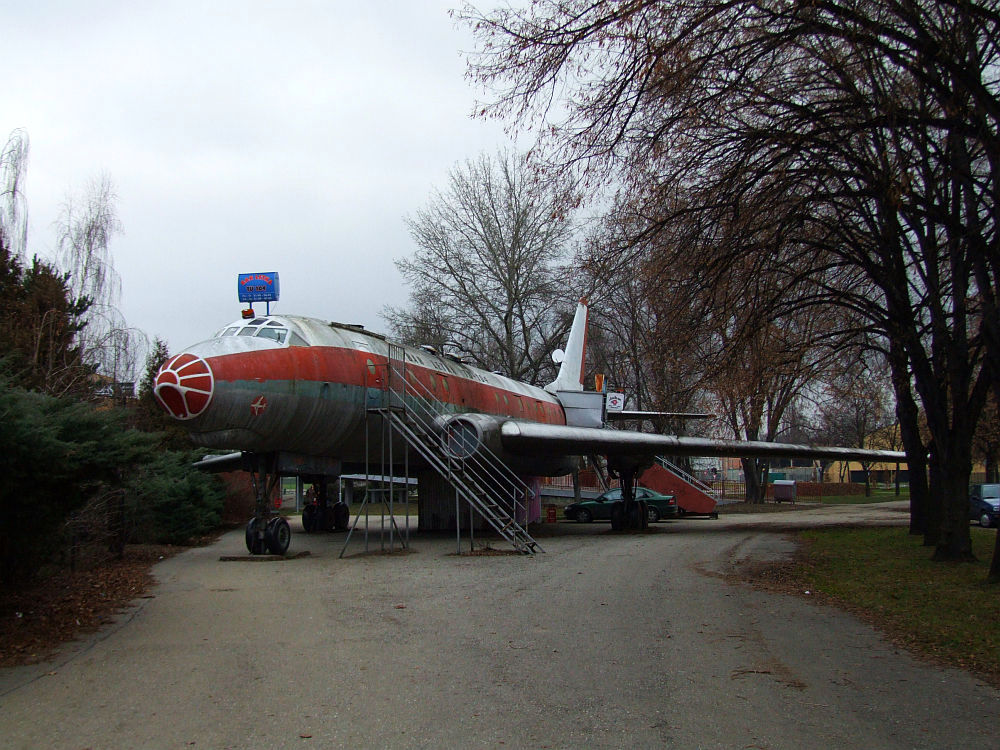
Olomoucký Tupolev Tu-104A ČSA

- Umístění: Olomouc, Legionářská ulice, nedaleko fotbalového stadionu SK Sigmy Olomouc, letoun stál před plaveckým bazénem
  - GPS: 49°35′54″ s. š., 17°14′45″ v. d.

- Historie: Tento letoun byl vyroben v charkovském výrobním závodě a dodán 31. ledna 1959 Aeroflotu, který jej provozoval od 18. února 1959 pod imatrikulací CCCP-42391. Dne 25. února 1963 byl prodán společnosti ČSA, která jej od 2. března 1963 provozovala s novou imatrikulací OK-NDF a místopisným názvem České Budějovice. Poslední let se uskutečnil 25. dubna 1974[3] (linka Praha – Ostrava – Praha) a z provozu bylo letadlo vyřazeno v září 1974. Následně bylo několik let uzemněno na letišti Praha-Ruzyně. 
V roce 1976 byl letoun společně s dalším strojem stejného typu (OK-LDC – viz níže Petrovice) použit při natáčení televize NDR a letoun dostal nátěr letecké společnosti Alitalia s imatrikulací I-DIWN (měl prý představovat Douglas DC-8).[4]
OK-NDF byl následně odkoupen společností Restaurace a jídelny, převezen do Olomouce a provozován jako noční vinárna. 
 V Olomouci u plaveckého stadionu letadlo stálo od roku 1975.[5] Po revoluci podnik několikrát změnil vlastníka a byl střídavě otevřen a uzavřen, zatím posledního majitele získal v roce 1996. Vinárna a bar ukončila provoz 30. července 2012.[6]

- Aktuálně: V srpnu 2012 začaly demontážní práce a 31. října 2012 byl letoun po 37 letech přestěhován z Olomouce do leteckého muzea ve Zruči u Plzně.[7][8][9]

### Brno-Bystrc
- Typ letadla: Tupolev Tu-134A

- Výrobní číslo: 2351801

- Umístění: Brno, přístaviště Bystrc u brněnské přehrady

- Historie: Stroj létal od 22. ledna 1973 do 4. července 1991 u ČSA (byl dodán jako nový), pod imatrikulací OK-CFH. Jako stylová restaurace byl umístěn v brněnském přístavu až do roku 2000, kdy byl zničen při požáru.[10][11] V současné době je v těchto místech restaurant nazvaný „Letadlo“, který je ale umístěn v normálním objektu.[11]

### Brno-Vinohrady
- Typ letadla: Avia AV-14 (Iljušin Il-14)

- Výrobní číslo: 911108

- Umístění: Brno-Vinohrady, ulice Čejkovická

- Historie: Původně v letech 1959 až 1961 armádní stroj s imatrikulací 1108, následně 1961 až 1963 u ČSA jako OK-NCA, poté Avia jako OK-OCK a následně opět armáda. Později byl vystaven na Slatině a na Vinohradech v Brně (foto), kde byl přestavován na restauraci, ale ta ještě před otevřením (snad v roce 1992[12]) vyhořela.[13]

### Seč (přehrada)
- Typ letadla: Iljušin Il-18V

- Výrobní číslo: 181 0029 02

- Umístění: Přehrada Seč nedaleko Chrudimi, v autokempu

- Historie: Letoun létal ve službách ČSA od 22. dubna 1961 (dodán jako nový) pod imatrikulací OK-PAE a názvem Karlovy Vary. Původně se jednalo o typ Il-18B, ale v roce 1971 byl přestavěn na verzi Il-18V. Do 18. května 1980, kdy byl vyřazen, nalétal celkem 25 651 hodin a absolvoval 20 818 přistání. Od 17. března 1982 umístěno u autokempu na přehradě Seč u Chrudimi (kemp má dodnes název „U letadla“), ale kvůli horšícímu se technickému stavu musel být odstraněn. Dne 9. prosince 2003 byl převezen do soukromého Air Parku ve Zruči u Plzně, kde je dodnes.

- Zajímavosti: Dne 15. června 1968 ve 4.15 hod. se stal prvním letadlem u nového severního terminálu letiště Praha-Ruzyně a 28. října 1976 byl tento letoun unesen do německého Mnichova.

### Rozkoš (přehrada)
- Typ letadla: Iljušin Il-62

- Výrobní číslo: 90602

- Umístění: Přehrada Rozkoš nedaleko České Skalice

- Historie: Stroj létal u ČSA od 29. října 1969 (dodán jako nový) a nesl imatrikulaci OK-YBA a název Praha. Vyřazen byl 4. září 1987 a následně 5. září 1988 byl převezen na Rozkoš, kde sloužil jako restaurace. Byl sešrotován 22. srpna 1994.

### Lípa
- Typ letadla: Iljušin Il-62

- Výrobní číslo: 10902

- Umístění: Obec Lípa[kde?]

- Historie: Stroj létal u ČSA od 10. března 1971 (dodán jako nový) a nesl imatrikulaci OK-ABD a název VSŽ Košice. Vyřazen byl 30. srpna 1986 a následně byl převezen do Lípy, kde sloužil jako restaurace. Byl sešrotován v roce 1992.

### Slušovice/Zlín-Štípa
- Typ letadla: Iljušin Il-18V

- Výrobní číslo: 181 0042 01

- Umístění: Slušovice, později Zlín-Štípa

- Historie: Stroj létal u ČSA od 4. ledna 1962 (dodán jako nový) a nesl imatrikulaci OK-PAG a název Vysoké Tatry. Vyřazen byl 21. února 1980 a následně od 25. května 1982 sloužil jako restaurace ve Slušovicích. Později byl převezen a provozován jako restaurace u ZOO v místní části města Zlín, vedle Zoo Zlín. Nakonec byl letoun několik let k vidění rozebraný a zdevastovaný na pozemku kovošrotu v nedaleké obci Ostrata.

### Bubovice
- Typ letadla: Iljušin Il-14

- Výrobní číslo: 813109

- Umístění: Letiště Bubovice

- Historie: V roce 1959 byl letoun zařazen do výsadkového pluku, o dva roky později po přestavbě byl přeřazen do letky radiotechnického průzkumu "Netopýr". V říjnu roku 1986 byl stroj vyřazen z provozu a na bubovickém letišti sloužil nedlouhou dobu jako restaurace.

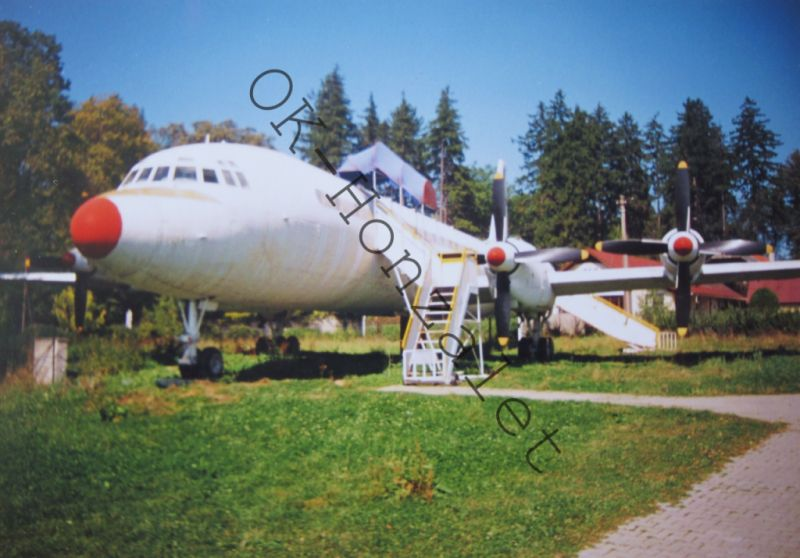
IL-18 V-OK-PAG (ČSA) Vyfoceno u ZOO Lešná u Zlína 1999

### Další letadla
- Další restaurační letadlo bylo na rychlostní silnici mezi Novým Jičínem a Příborem. (zřejmě Avia Av 14T, cn. 913145, armádní reg. 3145, bar v Libhošti)[13]

- Další restaurace v letadle měla být někde v okolí Hradce Králové a měla vyhořet. (možná Avia Av 14-28/14FG, cn. 806103, armádní reg. 6103 - Předměřice u Hradce Králové - není jisté že bylo provozováno jako restaurace)[13]
- Další restaurace v letadle byla ve městě Frýdek-Místek (cca rok 1992 zřejmě Avia Av 14T)

- Lisunov Li-2 (cn. 23442501, ČSA reg. OK-GAB) byl na přelomu šedesátých a sedmdesátých let jako bufet před starým letištěm (Praha-Ruzyně?)[14]

- Il-14-32 6103, později Il-14FG 6103 je nyní v Airparku ve Zruči.
- To samé platí pro Avia Av 14T 3145. Lisunov OK-GAB, později s voj. označením 1801, byl zničen při hasičském cvičení v roce 1972. Restaurant měl označení OK-1962 a nápis Inter Hotel Praha.[zdroj?]